# Boaco
Boaco è un comune del Nicaragua, capoluogo del dipartimento omonimo.